# Nederlandse Antillen op de Olympische Jeugdzomerspelen 2010
De Nederlandse Antillen namen deel aan de Olympische Jeugdzomerspelen 2010 in Singapore, de eerste editie van de Olympische Jeugdspelen.

## Medailleoverzicht
| Sport  | Olympiër         | Discipline | Medaille |
| ------ | ---------------- | ---------- | -------- |
| Zeilen | Just van Aanholt | dinghy (m) | Brons    |

## Deelnemers en resultaten
(m) = mannen, (v) = vrouwen 

### Atletiek
| Olympiër         | Discipline | Resultaat | Prestatie                                            |
| ---------------- | ---------- | --------- | ---------------------------------------------------- |
| Hensley Paulina  | 200 m (m)  | dns       | 1R serie 2: dns D-finale: dns                        |
|                  |            |           |                                                      |
| Vanessa Philbert | 1000 m (v) | 10e       | kwalificatie serie 1: 2.57,83 (6e) A-finale: 2.54,99 |

### Zeilen
| Olympiër         | Discipline | Resultaat | Prestatie                                        |
| ---------------- | ---------- | --------- | ------------------------------------------------ |
| Just van Aanholt | dinghy (m) | Brons     | 60 punten (100-40) (2-1-4-7-19-20-21-12-5-3-8-1) |

### Zwemmen
| Olympiër         | Discipline       | Resultaat | Prestatie                                         |
| ---------------- | ---------------- | --------- | ------------------------------------------------- |
| Perry Lindo      | 50 m vrij (m)    | 21e       | 1R serie 6: 24,22 (7e)                            |
| Perry Lindo      | 50 m vlinder (m) | 10e       | 1R serie 1: 26,50 (4e; 12e tijd) HF 1: 26,17 (5e) |
|                  |                  |           |                                                   |
| Karlene Theodora | 50 m vrij (v)    | 35e       | 1R serie 5: 28,36 (5e)                            |
| Karlene Theodora | 50 m rug (v)     | 19e       | 1R serie 3: 33,03 (6e)                            |

Afghanistan · Albanië · Algerije · Amerikaanse Maagdeneilanden · Amerikaans-Samoa · Andorra · Angola · Antigua en Barbuda · Argentinië · Armenië · Aruba · Australië · Azerbeidzjan · Bahama's · Bahrein · Bangladesh · Barbados · België · Belize · Benin · Bermuda · Bhutan · Bolivia · Bosnië en Herzegovina · Botswana · Brazilië · Britse Maagdeneilanden · Brunei · Bulgarije · Burkina Faso · Burundi · Cambodja · Canada · Centraal-Afrikaanse Republiek · Chili · China · Chinees Taipei · Colombia · Comoren · Congo-Brazzaville · Congo-Kinshasa · Cookeilanden · Costa Rica · Cuba · Cyprus · Denemarken · Djibouti · Dominica · Dominicaanse Republiek · Duitsland · Ecuador · Egypte · El Salvador · Equatoriaal-Guinea · Eritrea · Estland · Ethiopië · Fiji · Filipijnen · Finland · Frankrijk · Gabon · Gambia · Georgië · Ghana · Grenada · Griekenland · Groot-Brittannië · Guam · Guatemala · Guinee · Guinee‑Bissau · Guyana · Haïti · Honduras · Hongarije · Hongkong · Ierland · IJsland · India · Indonesië · Irak · Iran · Israël · Italië · Ivoorkust · Jamaica · Japan · Jemen · Jordanië · Kaaimaneilanden · Kaapverdië · Kameroen · Kazachstan · Kenia · Kirgizië · Kiribati · Koeweit · Kroatië · Laos · Lesotho · Letland · Libanon · Liberia · Libië · Liechtenstein · Litouwen · Luxemburg · Macedonië · Madagaskar · Malawi · Malediven · Maleisië · Mali · Malta · Marshalleilanden · Marokko · Mauritanië · Mauritius · Mexico · Micronesië · Moldavië · Monaco · Mongolië · Montenegro · Mozambique · Myanmar · Namibië · Nauru · Nederland · Nederlandse Antillen · Nepal · Nicaragua · Nieuw-Zeeland · Niger · Nigeria · Noord-Korea · Noorwegen · Oeganda · Oekraïne · Oezbekistan · Oman · Oostenrijk · Oost‑Timor · Pakistan · Palau · Palestina · Panama · Papoea-Nieuw-Guinea · Paraguay · Peru · Polen · Portugal · Puerto Rico · Qatar · Roemenië · Rusland · Rwanda · Saint Kitts en Nevis · Saint Lucia · Saint Vincent en Grenadines · Salomonseilanden · Samoa · San Marino · Sao Tomé en Principe · Saoedi-Arabië · Senegal · Servië · Seychellen · Sierra Leone · Singapore · Slovenië · Slowakije · Soedan · Somalië · Spanje · Sri Lanka · Suriname · Swaziland · Syrië · Tadzjikistan · Tanzania · Thailand · Togo · Tonga · Trinidad en Tobago · Tsjaad · Tsjechië · Tunesië · Turkije · Turkmenistan · Tuvalu · Uruguay · Vanuatu · Venezuela · Verenigde Arabische Emiraten · Verenigde Staten · Vietnam · Wit-Rusland · Zambia · Zimbabwe · Zuid-Afrika · Zuid-Korea · Zweden · Zwitserland